# نبرد دوراتزو (۱۰۸۱)
نبرد دوراتزو در ۱۸ اکتبر ۱۰۸۱ میان امپراتوری بیزانس به رهبری امپراتور الکسیوس یکم کومننوس (۱۰۸۱–۱۱۱۸) و نورمن‌های جنوب ایتالیا به رهبری رابرت گیسکارد، دوک پولیا و کالابریا، روی داد. این نبرد که در خارج از شهر دوراتزو (دوررس فعلی در آلبانی)، دژ اصلی بیزانس در غرب بالکان صورت پذیرفت و با پیروزی نورمن‌ها به پایان رسید.
پس از اینکه ایتالیای بیزانس و سیسیل سارازان‌ها بدست نورمن‌ها تصرف شد، امپراتور بیزانس، میخائیل هفتم دوکاس (۱۰۷۱–۱۰۷۸)، پسرش را با دختر رابرت گیسکارد نامزد کرد. پس از کنار زدن میخائیل از امپراتوری، رابرت این را به عنوان بهانه ای برای شروع حمله به امپراتوری بیزانس در سال ۱۰۸۱ در نظر گرفت. ارتش او دوراتزو را محاصره کرد، اما ناوگان او توسط ونیزی‌ها شکست خورد. در ۱۸ اکتبر، نورمن‌ها با ارتش بیزانس به رهبری الکسیوس یکم کومننوس در خارج از دوراتزو درگیر شدند. نبرد با درگیری جناح راست بیزانسی با جناح چپ نورمن آغاز شد که شکست خورده و فرار کردند. مزدوران وارنگی به تعقیب نورمن‌های فراری پیوستند، اما چون از نیروی اصلی جدا افتادند، قتل‌عام شدند. شوالیه‌های نورمن در مرکز به مرکز ارتش بیزانس حمله کردند و آن را شکست داده و باعث شدند که بخش عمده‌ای از ارتش بیزانس متلاشی شود.
پس از این پیروزی، نورمن‌ها در فوریه ۱۰۸۲ دوراتزو را تصرف کردند و به داخل خاک بالکان پیشروی کرده و بیشتر مقدونیه و تسالی را تصرف کردند. رابرت سپس مجبور شد یونان را ترک کند تا با حمله امپراتور مقدس روم، هنری چهارم (۱۰۸۴–۱۱۰۵) به متحد خود، پاپ، مقابله کند. رابرت پسرش بوهموند را مسئول ارتش در یونان گذاشت. بوهموند در ابتدا موفق بود و الکسیوس را در چندین نبرد شکست داد، اما در سال ۱۰۸۳ توسط الکسیوس در خارج از لاریسا شکست خورد. بوهموند که مجبور به عقب‌نشینی به ایتالیا شد، تمام قلمرویی که نورمن‌ها در این کارزار به دست آورده بودند را از دست داد.